# Диковская волость
Диковская волость — административно-территориальная единица Александрийского уезда Херсонской губернии.
По состоянию на 1886 год состояла из 1 поселения, 1 сельской общины. Население 3765 человек (1871 человек мужского пола и 1894 женского), 758 дворовых хозяйств.
| Собственность  | Площадь (в т. ч. пахотной) |
| -------------- | -------------------------- |
| Сельских общин | 7191 (4914)                |
| Частная        | —                          |
| Казённая       | 436 (143)                  |
| Другая         | 86 (50)                    |
| Всего          | 7713 (5109)                |

Единственное поселение:
- Диковка — село при реке Ингулец в 20 верстах от уездного города, 3765 человек, 758 дворов, православная церковь, школа, 2 лавки, 3 ярмарки: Алексеевский (17 марта), Прокоповский (8 июля) и Фомин (6 октября), базары через 2 недели.